# 2023年2月逝世人物列表
2023年逝世人物列表：1月 - 2月 - 3月 - 4月 - 5月 - 6月 - 7月 - 8月 - 9月 - 10月 - 11月 - 12月
2023年2月逝世人物列表，是用于汇总2023年2月期间逝世人物的列表。

## 依日期排序

### 28日
- 因德雷克·圖姆（英语：Indrek Toome），79歲，愛沙尼亞政治人物，部長會議主席（1988-1990年）。[1]
- 佩拉約·諾沃（西班牙語：Pelayo Novo García），32歲，西班牙足球運動員。[2]
- 劉富光，92歲，中國醫生，浙江省呼吸病学的奠基人之一。[3]
- 何婉鸿，102岁，香港教育工作者，澳门赌王何鸿燊的姐姐。[4]
- 孙嘉达，74岁，中國政治人物，安徽省安庆市人大常委会原副主任。[5]
- 莊寶，83岁，馬來西亞籍香港商人，藝人莊鍶敏、莊思明的父親。[6]
- 徐國士，81歲，台灣植物學者，太魯閣國家公園管理處首任處長。[7]
- 盧功勳，90歲，中國政治人物，山西省人大常委会原主任。[8]

### 27日
- 辜寬敏，96歲，台灣政治人物，總統府資政、民主進步黨資深黨員。肺腺癌。[9]
- 沈祖倫，91歲，中國政治人物，曾任浙江省人民政府省長。[10]
- 厉以宁，92岁，中国经济学家。[11]
- 王世浚，106岁，中國學者，东南大学教授。[12]
- 李歇浦，81歲，中國導演。[13]
- 热拉尔·拉托尔蒂（英语：Gérard Latortue），88歲，海地政治人物和外交官，曾任聯合國官員，2004至2006年任海地總理[14]。
- 李宝健，89岁，中國學者，曾任中山大学副校长。[15]
- 劉峰，25歲，中國演員。心肌梗塞。[16]
- 朱鍾堂，82歲，中國音樂家、學者，上海音樂學院原副院長、副教授。[17]

### 26日
- 鮑勃·理查茲（英語：Bob Richards），97歲，美國男子田徑運動員。[18]
- 薛惠良，69岁，中国儿童血液肿瘤专家，上海交通大学教授。[19]
- 女男爵（英語：The Baroness Boothroyd），93岁，英国政治家，唯一一位女性下议院议长（1992年－2000年）。[20]
- 莫燕忠，104歲，中国政治人物、外交官。[21]
- 蕭翰隆，38歲，台灣消防員，屏東縣消防局第4大隊小隊長，在恆春鎮水泉十八公墓火警中遭到疑似未煞穩的水箱車輾壓，傷重殉職。[22]

### 25日
- 楊占家，86歲，中國國家一級電影美術師，中國電影美術學會會員。[23]
- 丁原波，42歲，中國知名媒体人，钱江晚报评论中心主任。[24]
- 高登·平森特（英語：Gordon Pinsent），92歲，加拿大電影、電視演員以及作家、歌手[25]。
- 吳欽仁，台灣企業家，台塑集團元老級人物。（訃聞公開日期）[26]
- 王玉文，75歲，中國攝影師，中國攝協副主席。[27]
- 千田光男，日本聲優，心臟衰竭去世，82歲。

### 24日
- 詹姆斯·阿布雷兹克（英語：James Abourezk），92歲，美國政治人物，第一位阿拉伯裔聯邦参议员[28]。
- 朱拉·亚库比斯科，84歲，斯洛伐克電影導演、編劇與攝影師[29]。
- 吕梁，68岁，又名吕新建，中国证券交易市场知名投资者。死於膀胱癌。（讣闻公开日）[30]
- 關勁松，53歲，香港自由音樂人、樂評人，樂隊AMK成員[31]。
- 西山太吉，91歲，日本記者，西山事件當事人，在擔任每日新聞政治部記者期間取得機密文件，揭發沖繩返還協定存在秘密協議，而被捕並定罪。[32]
- 沃爾特·米里施（英語：Walter Mirisch），101歲，美國電影製片人。[33]
- 张民生，67歲，中國著名山水画家。[34]
- 于岳恆，97歲，中國人，原中國安徽宣城地區經濟文化研究中心副總幹事長。[35]

### 23日
- 嚴明，53岁，中國配音員。[36]
- 托马斯·H·李（英語：Thomas H. Lee），78歲，美國商人、金融家，老牌私募基金THL創始人，淨資產20億美元。自殺。[37]
- 约翰·莫特森（英語：John Motson），77歲，英國資深足球評述員，英國廣播公司足球節目《今日比赛》前主持人，2018年退休。[38]
- 梁守德，87歲，中國国际关系理论家、北大国际关系学院首任院长。[39]
- 黑田隼之介（日語：黒田 隼之介），34歲，日本音樂人，搖滾樂團sumika的吉他手。[40]
- 弗朗索瓦·庫什潘（英语：François Couchepin），88歲，瑞士政治人物，1991~1999年任瑞士聯邦秘書長[41]。
- 亚当·利塞夫斯基（波蘭語：Adam Lisewski），79歲，波兰男子击剑运动员，1968年夏季奥林匹克运动会击剑比赛男子团体鈍剑铜牌得主[42]。
- 唐納德·迪爾貝克（英語：Donald Dillbeck），59歲，美國死刑犯，1990年因謀殺44歲的費伊·萬恩被判死刑，在佛羅里達州監獄，以注射死刑方式處決[43]。
- 王永珍，89歲，中國學者，原上海第二醫科大學基礎醫學院解剖教研室副教授。[44]

### 22日
- 笑福亭笑瓶，66岁，本名渡士洋，日本落语家，死於主動脈崩解。[45]
- 孙曼霁，91岁，中国科学院院士，生化药理学家。[46]
- 阿赫麥德·庫賴（阿拉伯語：أحمد علي محمد قريع），85歲，巴勒斯坦政治人物，法塔赫的创始人之一。[47]
- 陆文遂，中國陶瓷教育家，原景德镇陶瓷学院院长。[48]
- 滕彥國，48歲，中國學者，北京師範大學水科學研究院教授。[49]
- 郝權武，92歲，中國人，抗美援朝戰士、曾任瑞安市人民醫院院長。[50]
- 鮑觀華，81歲，中國人，中國安徽省池州市人大常委會原副主任、黨組副書記。[51]

### 21日
- 娜佳·蒂勒（德語：Nadja Tiller），93歲，奧地利電影女演員，德意志联邦共和国功绩勋章得主[52]。
- 西蒙·塞古瓦（法語：Simone Segouin），97歲，第二次世界大戰法國抵抗運動成員，獲頒法國英勇十字勋章[53]。
- 阿曼喬·阿馬羅（西班牙語：Amancio Amaro Varela），83歲，西班牙前職業足球選手、教練、經理[54]。
- 毕增祺，98岁，中国醫師，肾脏病学奠基人之一，北京协和医院肾内科创始人、主任医师。[55]
- 李炜如，78岁，中国儿科专家，四川大学华西第二医院儿科主任医师、教授。[56]
- 吕品，99岁，中国人民志愿军军人，辽宁省军区原政治部主任[57]。
- 李青山，92歲，中國學者，哈爾濱工業大學電氣工程及自動化學院副教授。[58]
- 蔡天鳳，28歲，香港名媛，活躍於時裝界，遭殺害並被肢解。[59]
- 吳獻新，51歲，中國政治人物，遼寧省盤錦市教育局黨組書記、局長。[60]
- 黃衛中，57歲，中國企業人物，中國鐵路通信信號股份有限公司黨委常委兼副總裁。病逝。[61]

### 20日
- 任鳳坡，83歲，中國导演。[62]
- 劉湛秋，87歲，中國著名诗人、翻译家、评论家，原《诗刊》社副主编。[63]
- 俞文钊，88歲，中國著名心理学家。[64]
- 謝苗·格施泰因（俄語：Семён Герштейн），93歲，前蘇聯、俄羅斯物理學家。[65]
- 邵长学，77岁，中國企業家，山东蒙凌工程机械集团原董事长。[66]
- 张荣华，65岁，中國歷史學者，复旦大学历史学系教授。[67]
- 董桂均，66歲，台灣黑道人物，竹联帮元老。[68]
- 林維新，45歲，臺灣自由車運動員，前立法委員林豐喜之子。[69]
- 吳錫麟，99歲，中國民族音乐理论家、中央音乐学院教授。[70]
- 吉姆·萨维奇（英語：Jim Savage)，87歲，紐西兰男子田径、射箭、乒乓球身心障礙运动员，曾参加1968年、1972年、1976年和1980年夏季残疾人奥林匹克运动会，获得二枚铜牌[71]。

### 19日
- 陳麗秋，85歲，台灣廣播節目主持人。[72]
- 詹森·潘尼蒂爾（英语：Jansen Panettiere），28歲，美國男演員。[73]
- 陳祥麟，80歲，中國企業家，上汽集团原董事长。[74]
- 崔廷玉，86歲，中國著名画家。[75]

### 18日
- 黃達，97歲，中國經濟學家，中國人民大學校長（1991年─1994年）。[76]
- 克里斯蒂安·阿特蘇（英語：Christian Atsu），31歲，迦納足球運動員，效力於土耳其足球超級聯賽哈塔伊斯波爾足球俱樂部，因震災罹難。（遺體發現日）[77]
- 朱振源，75歲，台灣布袋戲藝師，真華光掌中劇團負責人。[78]
- 陳晨，38歲，中國演員。[79]
- 劉秉章，97歲，中國艺术家。[80]
- 李·詹姆斯（英語：Lee James），69歲，美國男子舉重運動員。[81]
- 曹守成，107岁，中国红军战士。[82]
- 李振英，93岁，台灣哲學、神學家、天主教蒙席，曾任天主教輔仁大學校長。[83]
- 牛平，79歲，中國政治人物，曾任中華人民共和國國家安全部副部長，中國法學會副會長，第九、十屆全國政協委員。[84]

### 17日
- 麗貝卡·布蘭克（英語：Rebecca Blank），67歲，美國經濟學家及政治人物，曾於歐巴馬總統任內擔任美国商务部副部长，並兩度代理部長[85]。
- 斯特拉·史蒂文斯（英語：Stella Stevens），84歲，美國女演員，1959年以出道電影《浪子歌姬》獲頒金球獎最佳女新人，代表作有《偎紅倚翠》、《化身教授》，《海神號遇險記》等。[86]
- 喬治·T·米勒（英語：George Trumbull Miller），79歲，英國裔澳大利亞導演和製片人。[87]
- 羅淑華，75歲，美籍華裔退休台灣社工，紐約市社會服務局唯一的華裔辦案員任職30年至2020年退休，肝癌。[88]

### 16日
- 陳俞安，28歲，台灣輕艇運動員，曾在2018年亞洲運動會輕艇比賽龍舟項目獲得兩金一銀，死於交通意外。[89]
- 胡錦矗，93歲，中國大熊貓研究專家。[90]
- 林锡忠，89歲，新加坡画家、漫画家、前《南洋商报》和《联合早报》美术编辑和主任。[91]
- 黑崎真音（日語：黒崎 真音），35歲，日本歌手。[92]
- 馬毅民，89歲，中國政治人物，曾任中華人民共和國物資部副部長、國內貿易部副部長。[93]

### 15日
- 王文玉，87歲，中國相声名家。[94]
- 拉寇兒·薇芝（英語：Raquel Welch），82歲，美國電影與電視劇演員，1974年金球獎最佳音樂及喜劇類電影女主角得主[95]。
- 錢國梁，83歲，中國人民解放軍上將。[96]
- 徐濱士，91歲，中國維修工程、表面工程和再製造工程專家，中國工程院院士，波蘭科學院外籍院士。[97]
- 馬紹章，65歲，台灣企業家，海基會前副董事長。[98]
- 徐炎珍，90歲，新加坡商人，辣椒螃蟹创始人。因肺炎离世。[99]
- 植竹須美男（日語：植竹 須美男），54歲，日本編劇。[100]
- 保羅·伯格（英語：Paul Berg），96歲，美國生物化學家，1980年诺贝尔化学奖得主。[101]
- 吳江，55歲，中國企業家，原中馬傳動董事長。[102]。
- 飯塚昭三（日語：飯塚 昭三），89歲，日本男性声优。[103]。

### 14日
- 豐田章一郎（日語：豊田 章一郎），97歲，日本商人，1981年至1999年期間先後擔任豐田汽車社長、會長。[104]
- 向雲鵬，72歲，台灣男演員，以電影《鄉野人》榮獲第17屆金馬獎最佳男配角。肺炎引發器官衰竭。[105]
- 弗里德里希·策哈（德語：Friedrich Cerha），96歲，奧地利作曲家、小提琴家[106]。
- 手塚治（日语：手塚治），62歲，日本企業家、電視劇電影製作人，東映社長[107]。
- 恒岡章（日語：恒岡 章），51歲，日本搖滾樂鼓手，龐克樂團「Hi-STANDARD（英语：Hi-Standard）」成員。[108]
- 杜昂佩奇·普文特比，17歲，泰國少年足球運動員，2018年睡美人洞被困人員之一，當時為少年足球隊「野豬隊」隊長，在英國逝世。[109]
- 赫爾沃耶·卡契奇，91歲，克羅埃西亞男子水球運動員。[110]
- 王引生，96岁，中國軍事人物，原中国人民解放军第十三军参谋长，洛阳战役“特等战斗英雄”。[111]
- 貝絲琳·漢德（英語：Bethlyn Hand），85歲，美國電影人，前美國電影協會廣告和行政高級副總裁，阿茲海默症。[112]
- 梁時浩，89歲，中國人，原中共廣州市直屬機構工作委員會副書記。[113]

### 13日
- 石钟慈，89岁，中国数学家，中科院院士。[114]
- 大衛·辛馬斯特（英語：David Singmaster），84歲，英國數學家。[115]
- 楊惠珍，85歲，中國學者，原上海第二醫科大學基礎醫學院病原生物教研室教授。[116]
- 楊銀祿，84歲，中國政府官員，中央辦公廳老幹部局退休幹部。[117]
- 松本零士（日語：松本 零士），85歲，日本漫畫家，代表作《宇宙戰艦大和號》、《銀河鐵道999》。急性心臟衰竭。[118]
- 許峰山，70歲，台灣人，台語流行音樂歌手許富凱的父親。[119]
- 吳培生，75歲，中國企業家，三力士創辦人。[120]

### 12日
- 李又欣，62歲，中國药学家、长效和靶向制剂国家重点实验室主任。[121]
- 瓦季姆·尤蘇波維奇·阿布德拉希托夫（俄語：Вадим Юсупович Абдрашитов），78歲，俄羅斯電影導演。[122]
- 張展，73歲，臺灣電影攝影師，曾以電影《當愛來的時候》獲頒第47屆金馬獎最佳攝影。[123]
- 陸壽麟，83歲，中國文物保护专家、中国文物保护技术协会原理事长。[124]
- 陸貴山，88歲，中国马克思主义文艺理论家、中国人民大学荣誉一级教授。[125]

### 11日
- 吳宗錫，97歲，中國評彈理論家、作家。[126]
- 漢斯·莫德羅（德語：Hans Modrow），95歲，德國政治人物，曾任德意志民主共和國部長會議主席、東德最後一任統一社會黨總理。[127]
- 罗伯特·赫布拉斯（法語：Robert Hébras），97岁，法国人，1944年奥拉杜尔大屠杀幸存者。[128]
- 阿納托利·格里戈里耶夫（俄語：Анатолий Иванович Григорьев），79歲，蘇聯及俄羅斯醫學生理學家，俄羅斯科學院原副院長。[129]
- 張禮，98歲，中國理论物理学家。[130]
- 詹姆斯·弗林（英语：James Flynn (producer)），57歲，愛爾蘭製片人。[131]
- 布丽安娜·盖伊（英語：Brianna Ghey），16歲，英國跨性別網紅，遭殺害。[132]

### 10日
- 梁邦昌，86歲，中國白酒專家。[133]
- 嚴西秀，81歲，中國曲艺家，国家一级编剧。[134]
- 卡洛斯·索拉（西班牙語：Carlos Saura），91歲，西班牙電影導演、攝影家。[135]
- 谢尔盖·捷列先科（俄語：Сергей Александрович Терещенко），71岁，哈萨克斯坦政治人物，前总理(1991年至1994年)。[136]
- 休·哈德森（英語：Hugh Hudson），86歲，英格蘭電影導演，代表作為《烈火戰車》（1981年）。[137]
- 鄭永剛，65岁，中國企業家，杉杉企业创始人。[138]
- 翟中和，92歲，中國細胞生物學家，中國科學院院士。[139]
- 入來智（日語：入来 智），55歲，日本職業棒球運動員。死於交通意外。[140]
- 盧森堡的瑪麗-加布里埃爾，97歲，盧森堡王室成員，女大公夏洛特的第三女。[141]
- 基爾南·福布斯（英語：Kiernan Forbes），35歲，藝名「AKA」，南非饒舌歌手，遭槍擊身亡。[142]
- 向轩，97岁，中国红军战士，元帅贺龙的外甥。[143]
- 吳滿山，93歲，中國人，原哈爾濱建築工程學院黨委書記。[144]
- 顧世平，67歲，中國人，中國安徽省蚌埠市政協原主席、黨組原書記。[145]

### 9日
- 胡寶國，66歲，中國歷史學家，專長於秦漢魏晉南北朝史研究，中國社會科學院歷史研究所研究員。[146]
- 张惠霞，94歲，中國人，南京大屠殺倖存者。[147]
- 馬科斯·阿隆索·培尼亞（西班牙語：Marcos Alonso Peña），63歲，西班牙男子足球運動員，司職前鋒。[148]
- 張學海，89歲，中國考古学家，山东省原文物考古研究所所长。[149]
- 唐小強，本名伊德里斯·塔尔哈·卡尔塔夫（土耳其語：İdris Talha Kartav），30歲，土耳其籍中國藝人，于2023年土耳其－叙利亚地震中遇难（遗体发现日期）。[150]
- 林維樑，78歲，臺灣金融界人物，台中銀行董事、彰化銀行前總經理。[151]
- 吴克烈（韓語：오극렬），93岁，朝鲜军事、政治人物，朝鲜人民军大将。死於急性心功能不全。[152]
- 陳銅民，92岁，泰國華裔香港電影導演，電影導演陳可辛父親。[153]
- 鮑雷，64歲，中國學者，哈爾濱工業大學金屬精密熱加工國家級重點實驗室原辦公室主任。[154]
- 特耐特·泰姆拉，34歲，愛沙尼亞連珠棋手。[155]

### 8日
- 邵柏林，93歲，中國邮票设计家。[156]
- 米罗斯拉夫·布拉热维奇，87歲，克羅埃西亞職業足球運動員及總教練。[157]
- 利兹·苏纳万，45岁，新加坡馬來裔傳媒人，新传媒马来语电视新闻前主播。死於肌萎缩侧索硬化症。[158]
- 张孝斌，79岁，中国泌尿外科及男科学专家、武汉大学人民医院教授。[159]
- 伯特·巴卡拉克（英語：Burt Freeman Bacharach），94歲，美國歌手、作曲家，代表作《Raindrops Keep Fallin' on My Head》。[160]
- 伊万·西拉耶夫（俄語：Ива́н Степа́нович Сила́ев），92岁，俄羅斯政治人物，最後一任蘇聯總理。[161]
- 羅素·海勒（英語：Russell Heller），51歲，美國企業及政治人物，「公共服務電力與天然氣公司」（PSE&G）的資深主管，紐澤西州共和黨籍米爾福德鎮議員，被槍殺身亡。[162]
- 伊戈爾·曼古舍夫（俄語：Игорь Леонидович Мангушев），36歲，俄羅斯民兵戰士、僱傭兵領導人和政治顧問，被槍殺[163]。
- 王滄海，77歲，中國人，中國安徽省淮北市委政法委原書記。[164]

### 7日
- 齊東旭，83歲，中國學者，中國計算機圖形學家。[165]
- 丹尼尔·德菲尔（法語：Daniel Defert），85岁，法国社会学家和艾滋病活动家，法国哲学家米歇尔·福柯的同性伴侣。[166]
- 艾哈邁德·伊尤普·圖卡斯蘭（土耳其語：Ahmet Eyüp Türkaslan），28歲，土耳其職業足球運動員，在效力的馬拉蒂亞（Yeni Malatyaspor）俱樂部擔任門將，在2023年土耳其－敘利亞地震中死亡。[167]
- 伊藤诚（日語：伊藤 誠），86岁，日本宇野弘藏学派经济学家，东京大学荣休教授，马克思主义学者。死於急性心肌梗塞。[168]
- 弗里德爾·盧茨（德語：Friedel Lutz），84岁，德國前男子足球運動員。[169]

### 6日
- 邢福義，87歲，中國語言學家，華中師範大學教授，曾任中國語言學會常務理事，第八、九、十屆全國政協委員。[170]
- 柯薇塔·巴可維斯卡（英语：Květa Pacovská），94歲，捷克插畫家。[171]
- 王弼明，71歲，韓籍華裔中文教育工作者。[172]
- 吴宇虹，74岁，中国歷史学家，專長於世界古典文明史，东北师范大学教授。[173]
- 王惠然，86岁，中国民乐艺术家，被称为“柳琴之父”。[174]
- 黄纪作，91岁，馬來西亞政治人物，前北加里曼丹共产党第二分局总书记。[175]
- 卢博米尔·什特劳加尔（捷克語：Lubomír Štrougal），98岁，捷克政治人物，前捷克斯洛伐克总理。[176]
- 田行智，47岁，中國企業家，亚洲创新集团行政總裁。[177]
- 欧伟明，105岁，中國人，原东江纵队港九大队军需处副官。[178]
- 格蕾塔·安諾生（丹麥語：Greta Andersen），95歲，丹麥女子游泳運動員。[179]
- 韋振元，92歲，中國人，安徽省絲綢公司原黨委書記、總經理。[180]

### 5日
- 佩爾韋茲·穆沙拉夫，79歲，巴基斯坦政治人物，前总统（2001年－2008年）、軍事將領。死於淀粉样变性病。[181]
- 張友生，66歲，中國排球名宿，排球运动员张常宁、张晨之父。[182]
- 釋星雲，95歲，臺灣漢傳佛教比丘，佛光山、國際佛光會創辦人。[183]
- 朱雲漢，67歲，台灣政治學學者，中央研究院院士，曾任國立台灣大學政治系教授。[184]
- 吳中如，83歲，中國水工結構專家，中國工程院院士。[185]
- 李方福，91歲，中國畫家，绵竹木版年画国家级代表性传承人、绵竹年画北派宗师。[186]
- 王敦励，54歲，旅居中國的台灣網紅。知名旅游博主。[187]
- 焦小龍，36歲，中國演員。死於腦癌。[188]
- 朱大坤，79岁，中國舞台艺术家，上海话剧艺术中心制作人。[189]
- 蔣力行，77歲，中國大提琴演奏家。[190]
- 貴家堂子（日语：貴家堂子），87歲，日本女聲優。[191]
- 法達亞，70歲，馬來西亞漫畫家。代表作“Lagak A.Mahmud”[192]
- 迪米特里厄斯·卡利普（英語：Demetrius Calip），53歲，美國籃球運動員，曾效力NBA洛杉磯湖人等球隊。[193]
- 傑夫·赫斯克特（英語：Geoff Heskett），93歲，澳大利亞男子籃球運動員。[194]
- 唐培吉，93歲，中國历史学家、同济大学原文法学院院长。[195]

### 4日
- 田雁寧，73歲，中國作家。[196]
- 謝里夫·伊斯梅爾（阿拉伯語：شريف إسماعيل），67歲，埃及工程師與政治人物，埃及总理（2015－2018年）。[197]
- 海均，中國學者，温州大学建筑工程学院教授。[198]
- 羅伯道·王彬（英語：Roberto Ongpin），86歲，菲律賓華裔商人及政治人物，2022年8月獲雜誌《福布斯》評以8.3億美元的淨資產位居菲律賓富豪榜第23位。馬科斯政府時期任工商部長。[199]
- 罗光楠，84岁，中国妇产科专家，罗湖区人民医院妇产科教授。[200]
- 亚伯拉罕·伦佩尔（希伯來語：אברהם למפל），86岁，以色列计算机科学家，IEEE理查德·卫斯里·汉明奖章得主。[201]
- 邓先芙，92岁，中國政治人物，四川省政协第五届、第六届委员，邓小平之妹[202]。
- 德米特里·烏里揚諾夫（俄語：Дмитрий Ульянов），44歲，退役俄羅斯空軍少將，戰死[203]。
- 梁集祥，108歲，中國人，老紅軍、廣東省教育廳原廳長。[204]。

### 3日
- 帕高·拉巴納（西班牙語：Paco Rabanne），88岁，法国-西班牙时装设计师。[205]
- 卞度宏，中國學者，重庆医科大学附属第一医院教授。[206]
- 水田洋（日語：水田 洋），103歲，日本社會思想史學家。[207]

### 2日
- 王恩涌，95歲，中國文化地理學家和地理教育家，北京大學教授。[208]
- 林建祥，95歲，中国學者，教育技术学科开拓者，北京大学教授。[209]
- 王道义，97岁，中國政治人物，原兰州市市长。[210]
- 拿督艾莎，71歲，馬來西亞汽車商人，大马汽车商業公会主席。[211]
- 子南，92岁，中国艺术家，国家一级美术师。[212]
- 橫路孝弘（日語：横路 孝弘），82岁，日本政治人物，原众议院议长（2009－2012年）[213]
- 宋勇，79歲，中國相声作家、哈哈笑相声艺术团创始人。[214]
- 芭爾芭拉·希利佐夫斯卡（波蘭語：Barbara Ślizowska），87歲，波蘭女子體操運動員。[215]
- 所羅門·佩爾（希伯來語：שלמה פרל），97歲，出生於德國的以色列作家暨励志演讲人，1990年電影《欧罗巴欧罗巴》（Europa Europa）的主角原型。[216][217]

### 1日
- 吳梅嵩，68歲，臺灣藝術家、教育家，曾任高雄市私立中華藝術學校校長。[218]
- 叶先志，67歲，中國演員。[219]
- 佟金，67歲，中國教師，吉林工業大學農業機械化工程專業教授。[220]
- 尤妮斯·杜姆弗（英語：Eunice Dwumfour），30歲，美國政治人物，紐澤西州塞爾維爾市（Sayreville）議員，遭槍擊身亡。[221]
- 辛塔·拉特里，60歲，印尼跨性別者，創辦印尼首間跨性別伊斯蘭學校。[222]
- 姚雙龍，87歲，中國人民解放軍少將，曾任雲南省軍區司令員。[223]
- 羊成威，34歲，中國歌手。[224]
- 胡月伟，74岁，中國編劇家，浙江省文化艺术研究院编剧。[225]
- 陆大䋮，91岁，中國學者，清华大学电子工程系教授。[226]
- 笹月健彥（日語：笹月 健彦），82歲，日本醫學家。[227]
- 何內·謝黑（法語：René Schérer），100歲，法國哲學家、巴黎第八大學名譽教授，法國著名電影導演艾力·侯麥的弟弟[228]。